# Tomás Romero Pereira
Tomás Romero Pereira (Encarnación, 4 octobre 1886 — Asuncion, 12 août 1982) est un homme d'État paraguayen, qui a exercé les fonctions de président de la république du Paraguay du 5 mai au 15 août 1954. Il a été ambassadeur du Paraguay en France. 

## Biographie
Il naît dans la ville d'Encarnación de Emilio Romero et Rosa Isabel Pereira. Il est reçu avec médaille d'or au baccalauréat du collège national de la capitale. Il continue ses études à l'Académie militaire de Buenos Aires. Il étudie ensuite l'architecture à l'université de La Plata. Il effectue ensuite une spécialisation à Paris.
Il entre au Parti colorado. Pendant la guerre du Chaco (1932-1935) il exhorte à ses partisans à laisser de côté les désaccords et à s'intégrer à la défense nationale. Il sollicite le président Eusebio Ayala pour être incorporé dans l'Armée paraguayenne. Le chef de l'armée (alors général) José Félix Estigarribia le nomme chef du renseignement à l'état-major général. 
Au début des années 1950, il assume la présidence du parti colorado. Après le renversement du président Federico Chaves le 4 mai 1954 par un mouvement dirigé par le colonel Stroessner, le Paraguay connaît quatre jours d'anarchie tandis que des négociations politiques intenses sont tenues qui débouchent sur l'accession de Romero Pereira à la présidence provisoire jusqu'aux élections d'août. Son mandat prend fin le 15 août 1954, quand est remplacé par Alfredo Stroessner.

## Source
- (es) Cet article est partiellement ou en totalité issu de l’article de Wikipédia en espagnol intitulé « Tomás Romero Pereira » (voir la liste des auteurs).